# 정극장
정극장(鄭克藏, 1662년 ~ 1681년 3월 20일)은 동녕국 2대 국왕인 정경(鄭經)의 맏아들이며, 정경의 첩 소랑(昭嫏)이 낳은 서자(庶子)이다. 비록 서출이었지만 재능이 뛰어났고 할아버지 정성공(鄭成功)과 비슷한 점이 많았다고 한다. 동녕국에서 국정을 책임지고 있던 동녕총제(東寧總制) 진영화(陳永華)의 딸과 결혼했고, 진영화는 정경의 승인을 받고 1679년 정극장을 감국(監國)으로 옹립하였다. 이 시기부터 1681년까지 정극장은 아버지 정경의 대리청정을 맡았다. 정극장과 진영화는 대만을 현명하게 다스렸기 때문에 백성들의 칭송을 받았다. 아버지 정경이 삼번의 난 이후 내륙 거점들을 모두 상실한 뒤 절망에 빠져 정사에서 손을 뗀 뒤로는 아버지를 대신하여 정사를 처리했다.
그러나 정경과 진영화가 잇달아 세상을 떠나자 이복동생 정극상(鄭克塽)의 장인 풍석범(馮錫範)을 중심으로 한 정극장의 반대세력들이 정극장을 제거하려는 음모를 꾸며 정성공의 아내인 왕대비 동씨(董氏)에게 정극장을 모함하여 정극장을 죽여도 좋다는 승인을 받아내고, 동씨가 부르는 것처럼 꾸며 정극장을 불러냈다. 자신의 거처에서 나온 정극장은 풍석범 일당에게 살해되었다.